# Luciano Favero
Luciano Favero, né le 11 octobre 1957 à Santa Maria di Sala dans la province de Venise, est un joueur de football italien, qui évoluait au poste de défenseur.

## Biographie
Au cours de sa carrière, Favero, surnommé Faina, a évolué avec le Milanese, FC Messine, Salernitana, US Syracuse, Rimini Calcio, Unione Sportiva Avellino, Hellas Vérone et la Juventus FC (qui l'a acheté pour remplacer Claudio Gentile, cédé à la Fiorentina), avec qui il a joué entre 1984 et 1989, remportant un scudetto, une Coupe des clubs champions, une Coupe intercontinentale et une Supercoupe d'Europe.

## Palmarès

### Compétitions nationales
- Coupe d'Italie Serie C : 1

Syracuse : 1978-1979
- Championnat d'Italie : 1

Juventus : 1985-1986

### Compétitions internationales
- Supercoupe de l'UEFA : 1

Juventus : 1984
- Coupe d'Europe des clubs champions : 1

Juventus : 1984-1985
- Coupe intercontinentale : 1

Juventus : 1985